# Касони (Падова)
Касони је насеље у Италији у округу Падова, региону Венето.
Према процени из 2011. у насељу је живело 251 становника. Насеље се налази на надморској висини од 53 м.